# Khí-eloszlás
A valószínűségszámítás elméletében, és a statisztika területén a khí-eloszlás egy folytonos valószínűség eloszlás.
A khí-eloszlás standard normális eloszlású, független, véletlenszerű változók négyzetei összegének a négyzetgyöke.
A legismertebb példa a khí-eloszlásra, a normalizált molekuláris sebességek Maxwell eloszlása, 3 szabadságfokkal (egy szabadságfok , minden térbeli koordinátára).
Ha {\displaystyle X_{i}} k független, normális eloszlású véletlenszerű változók, {\displaystyle \mu _{i}} középértékkel, és {\displaystyle \sigma _{i}} szórással, akkor a statisztika
{\displaystyle Y={\sqrt {\sum _{i=1}^{k}\left({\frac {X_{i}-\mu _{i}}{\sigma _{i}}}\right)^{2}}}}
khí-eloszlású lesz.
A khí-eloszlásnak a {\displaystyle k} paramétere a szabadságfokok számát határozza meg (azaz a {\displaystyle X_{i}} számát).

## Jellemzők

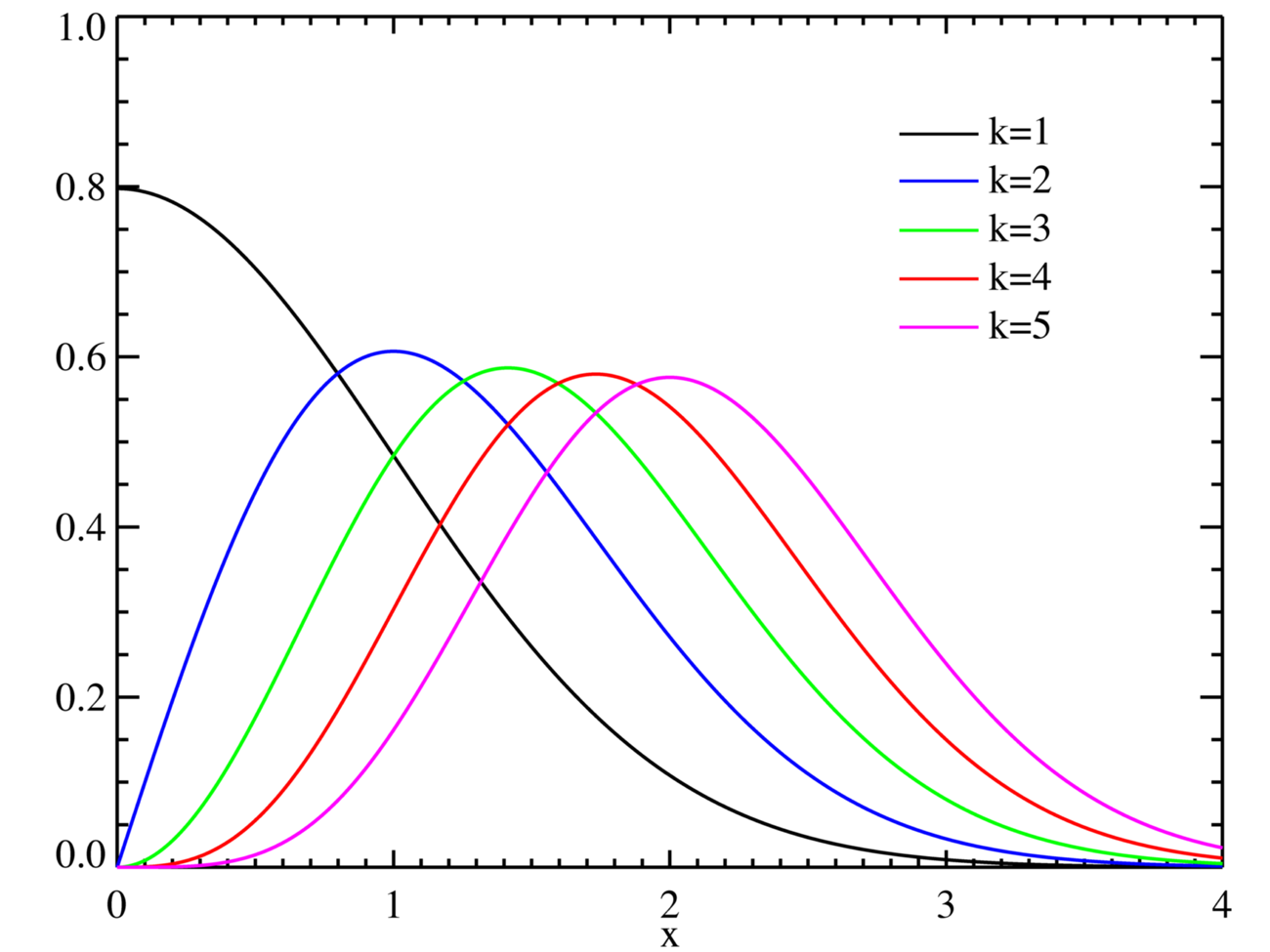
Khí valószínűségsűrűség-függvény

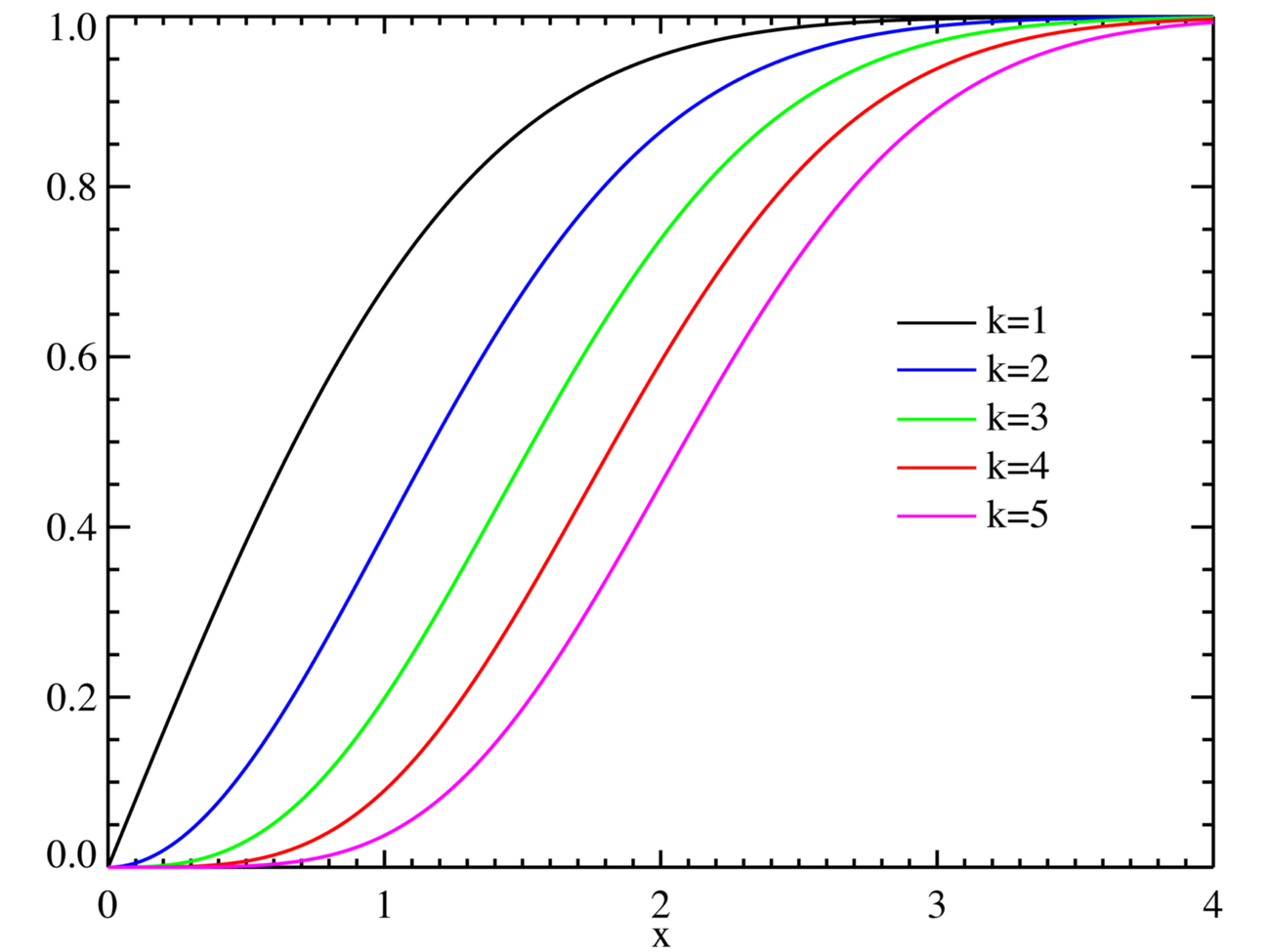
Kumulatív eloszlásfüggvény

### Valószínűségsűrűség-függvény
A valószínűségsűrűség-függvény:
{\displaystyle f(x;k)={\frac {2^{1-{\frac {k}{2}}}x^{k-1}e^{-{\frac {x^{2}}{2}}}}{\Gamma ({\frac {k}{2}})}}}
ahol {\displaystyle \Gamma (z)} a gamma-függvény.

### Kumulatív eloszlásfüggvény
A kumulatív eloszlásfüggvény:
{\displaystyle F(x;k)=P(k/2,x^{2}/2)\,}
ahol {\displaystyle P(k,x)} a szabályozott gamma-függvény.

### Függvénygenerálás

#### Momentum-generáló függvény
A momentum-generáló függvény:
{\displaystyle M(t)=M\left({\frac {k}{2}},{\frac {1}{2}},{\frac {t^{2}}{2}}\right)+}
{\displaystyle t{\sqrt {2}}\,{\frac {\Gamma ((k+1)/2)}{\Gamma (k/2)}}M\left({\frac {k+1}{2}},{\frac {3}{2}},{\frac {t^{2}}{2}}\right)}

#### Karakterisztikus függvény
A karakterisztikus függvény:
{\displaystyle \varphi (t;k)=M\left({\frac {k}{2}},{\frac {1}{2}},{\frac {-t^{2}}{2}}\right)+}
{\displaystyle it{\sqrt {2}}\,{\frac {\Gamma ((k+1)/2)}{\Gamma (k/2)}}M\left({\frac {k+1}{2}},{\frac {3}{2}},{\frac {-t^{2}}{2}}\right)}
ahol {\displaystyle M(a,b,z)} Kummer hipergeometrikus függvénye.

## Tulajdonságok

### Momentumok
A nyers momentumok:
{\displaystyle \mu _{j}=2^{j/2}{\frac {\Gamma ((k+j)/2)}{\Gamma (k/2)}}}
ahol {\displaystyle \Gamma (z)} a Gamma-függvény.
Az első nyers momentumok:
{\displaystyle \mu _{1}={\sqrt {2}}\,\,{\frac {\Gamma ((k\!+\!1)/2)}{\Gamma (k/2)}}}
{\displaystyle \mu _{2}=k\,}
{\displaystyle \mu _{3}=2{\sqrt {2}}\,\,{\frac {\Gamma ((k\!+\!3)/2)}{\Gamma (k/2)}}=(k+1)\mu _{1}}
{\displaystyle \mu _{4}=(k)(k+2)\,}
{\displaystyle \mu _{5}=4{\sqrt {2}}\,\,{\frac {\Gamma ((k\!+\!5)/2)}{\Gamma (k/2)}}=(k+1)(k+3)\mu _{1}}
{\displaystyle \mu _{6}=(k)(k+2)(k+4)\,}
ahol a jobb oldali kifejezések származtatása a gamma-függvényből ered:
{\displaystyle \Gamma (x+1)=x\Gamma (x)\,}
Ezekből a kifejezésekből a következő összefüggéseket származtathatjuk:
Középérték:
{\displaystyle \mu ={\sqrt {2}}\,\,{\frac {\Gamma ((k+1)/2)}{\Gamma (k/2)}}}
Szórásnégyzet:
{\displaystyle \sigma ^{2}=k-\mu ^{2}\,}
Torzulás:
{\displaystyle \gamma _{1}={\frac {\mu }{\sigma ^{3}}}\,(1-2\sigma ^{2})}
Többlet lapultság:
{\displaystyle \gamma _{2}={\frac {2}{\sigma ^{2}}}(1-\mu \sigma \gamma _{1}-\sigma ^{2})}

### Entrópia
Az entrópia:
{\displaystyle S=\ln(\Gamma (k/2))+{\frac {1}{2}}(k\!-\!\ln(2)\!-\!(k\!-\!1)\psi _{0}(k/2))}
ahol {\displaystyle \psi _{0}(z)} a poligamma-függvény.

## Kapcsolódó eloszlások
- Ha {\displaystyle X\sim \chi _{k}(x)} akkor {\displaystyle X^{2}\sim \chi _{k}^{2}} (Khí-négyzet eloszlás)
- {\displaystyle \lim _{k\to \infty }{\tfrac {\chi _{k}(x)-\mu _{k}}{\sigma _{k}}}{\xrightarrow {d}}\ N(0,1)\,} (normális eloszlás)
- If {\displaystyle X\sim \chi _{1}(x)\,} then {\displaystyle \sigma X\sim HN(\sigma )\,} (fél-normális eloszlás) for any {\displaystyle \sigma >0\,}
- {\displaystyle \chi _{2}(x)\sim \mathrm {Rayleigh} (1)\,} (Rayleigh-eloszlás)
- {\displaystyle \chi _{3}(x)\sim \mathrm {Maxwell} (1)\,} (Maxwell-eloszlás)
- {\displaystyle \|{\boldsymbol {N}}_{i=1,\ldots ,k}{(0,1)}\|\sim \chi _{k}(x)} (Az n standard normális eloszlás változói normája, a khí-eloszlás k szabadságfokkal.
- a khí-eloszlás az általánosított gamma-eloszlás speciális esete.

| Név                                | Statisztika                                                                                     |
| ---------------------------------- | ----------------------------------------------------------------------------------------------- |
| Khí-négyzet eloszlás               | {\displaystyle \sum _{i=1}^{k}\left({\frac {X_{i}-\mu _{i}}{\sigma _{i}}}\right)^{2}}           |
| nem centrális khí-négyzet eloszlás | {\displaystyle \sum _{i=1}^{k}\left({\frac {X_{i}}{\sigma _{i}}}\right)^{2}}                    |
| khí-eloszlás                       | {\displaystyle {\sqrt {\sum _{i=1}^{k}\left({\frac {X_{i}-\mu _{i}}{\sigma _{i}}}\right)^{2}}}} |
| nem centrális khí-eloszlás         | {\displaystyle {\sqrt {\sum _{i=1}^{k}\left({\frac {X_{i}}{\sigma _{i}}}\right)^{2}}}}          |